# أندريه جيد

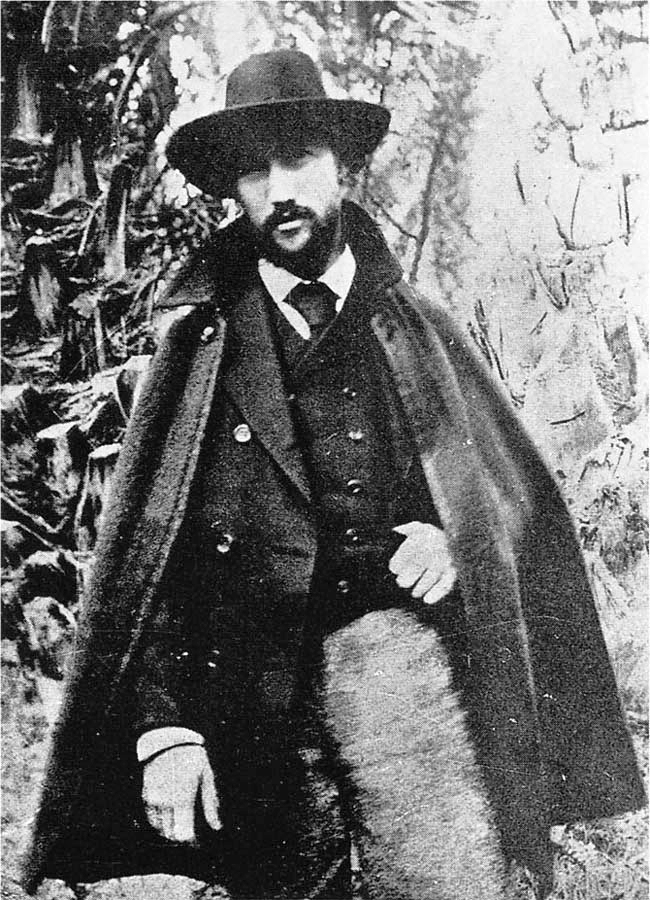
جيد في عام 1893

أندريه جيد (بالفرنسية:André Gide، أنجريه جيد) (22 نوفمبر 1869 - 19 فبراير 1951) كاتب فرنسي. ولد أندريه جيد في باريس في عائلة بورجوازية بروتستانتية، وتلقى تربية قاسية ومتزمتة بسبب وفاة والده وهو صغير السن حيث أمه فنورمندية كانت متسلطة. كان أندريه معتل الصحة، وكان منذ صغره يشعر أنه مختلف عن الآخرين.
لم تكن دراسته المدرسية منتظمة، فعاش طفولة مشوشة. وما إن بلغ المراهقة حتى استهوته اللقاءات الأدبية فأخذ يرتاد الصالونات الأدبية والأندية الشعرية. وفي العام 1891 نشر جيد دفاتر أندريه فالتر التي يحكي فيها عن نفسه بشخصية بطل القصة أندريه فالتر حيث تكلم عن شعوره بالكآبة وطموحاته المستقبلية وحبه لابنة عمه مادلين المكنى عنها بالرواية تحت اسم ابنة عم البطل أمانويل، تزوج ابنة عمه مادلين عام 1895، ترجم عدة كتب إنجليزية إلى اللغة الفرنسية ووضع دراسات نقدية جديدة في الأدب الفرنسي، وحصل على شهادة الدكتوراة الفخرية من أكسفورد.

## الرحلة إلى إفريقيا الشمالية
لم يكن جيد يحتاج إلى البحث عن عمل أو ممارسة مهنة، فقد ككان يملك ثروة تسمح له بأن يعيش حياة مرفهة. فانكب على القراءة والمطالعة دون الاهتمام بشؤون حياته المادية

## أعماله
نشر أندريه جيد بين عام 1924 وعام 1926 ثلاثة كتب مهمة هي:
- Corydon الذي يشيد فيه بحبّ الغلمان
- المزيفون (رواية) Les Faux-monnayeurs عن الكتابة والمثلية
- Si le Grain ne meurt سيرته الذاتية
- أقبية الافاتيكان
- البوابة الضيقة
- قوت الأرض
- سيمفونية الحقول
- الرحلة إلى الكونغو[4]
- عودة من تشاد

## التزاماته
أغرته الشيوعية مدّة إلا أن رحلته إلى الاتحاد السوفياتي سنة 1936 أقنعته بلا إنسانية النظام الستاليني.
التزم بعد ذلك ضد الاستعمار.

## جائزة نوبل
حصل على جائزة نوبل للأدب سنة 1947م.

## روابط خارجية
- أندريه جيد على موقع IMDb (الإنجليزية)
- أندريه جيد على موقع الموسوعة البريطانية (الإنجليزية)
- أندريه جيد على موقع مونزينجر (الألمانية)
- أندريه جيد على موقع ميوزك برينز (الإنجليزية)
- أندريه جيد على موقع قاعدة بيانات برودواي على الإنترنت (الإنجليزية)
- أندريه جيد على موقع إن إن دي بي (الإنجليزية)
- أندريه جيد على موقع ديسكوغز (الإنجليزية)
- أندريه جيد على موقع قاعدة بيانات الفيلم (الإنجليزية)